# Pectinodrilus granifer
Pectinodrilus granifer är en ringmaskart som först beskrevs av Erséus 1990.  Pectinodrilus granifer ingår i släktet Pectinodrilus och familjen glattmaskar. Inga underarter finns listade i Catalogue of Life.